# Список можливих екзопланетних систем
Таблиця кандида́тів в позасо́нячні плане́ти містить перелік зір навколо яких можуть обертатися екзопланети.

## Див.також
- Перелік екзопланет
- Перелік коричневих карликів
- Перелік зір